# Schefflera

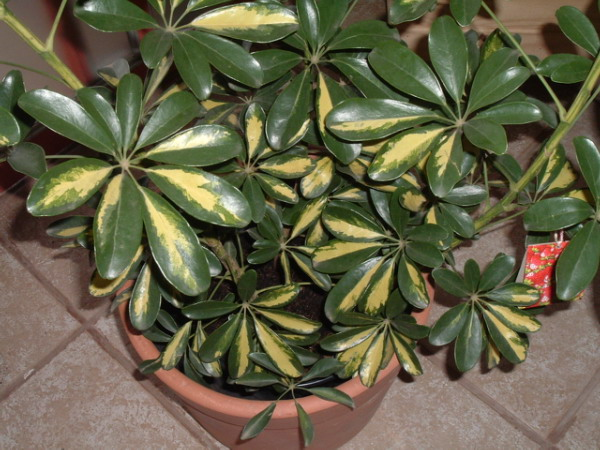
Schefflera arboricola

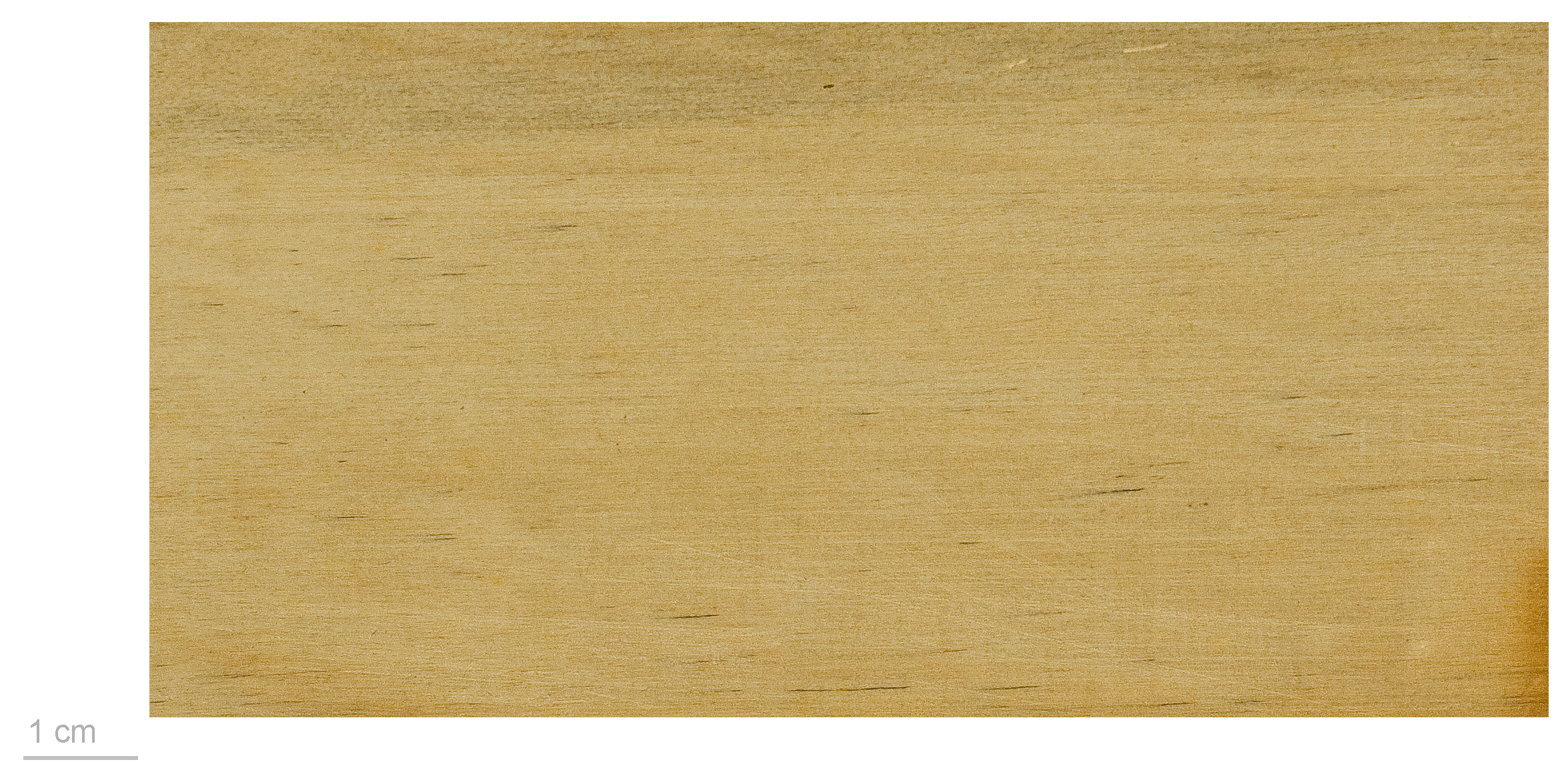
Schefflera gabriellae

Schefflera es un género perteneciente a la familia Araliaceae. Son árboles, arbustos o lianas nativos de Nueva Zelanda, Java, India, Asia oriental y Fiyi.

## Características
Arbustos, árboles o lianas que pueden alcanzar hasta 30 m de altura.

Las hojas suelen ser siempre verdes, de forma palmeada o digitada, a veces simples, brillantes y de color verde oscuro.
Flores bastante insignificantes, reunidas en racimos, de color verdoso.
La floración tiene lugar en distintas épocas, según el ambiente en el que se cultive la planta y la respectiva temperatura.

## Cultivo
Varias de las especies, como Schefflera actinophylla también conocida como "árbol paraguas" y Schefflera arboricola se utilizan como planta ornamental, de interior, para la decoración de jardines de invierno o de patios umbríos en climas cálidos.
Necesita mucha luz, pero no pleno sol; la temperatura ha de ser bastante elevada, no inferior a los 15-18°.
Requiere un sustrato de tipo universal, o bien formado por una mezcla de tierra normal con 1/3 de turba y 1/6 de arena. El trasplante de maceta ha de efectuarse cuando termina el invierno.
Se multiplica por esqueje a principios de la primavera, o bien por acodo a principios de verano.
Numerosos cultivares se han seleccionado por varios caracteres, el más popular por su follaje púrpura. Los miembros de Schefflera son el alimento de las larvas de algunas especies de Lepidoptera, incluyendo Batrachedra arenosella (se alimenta de S. stellata). 

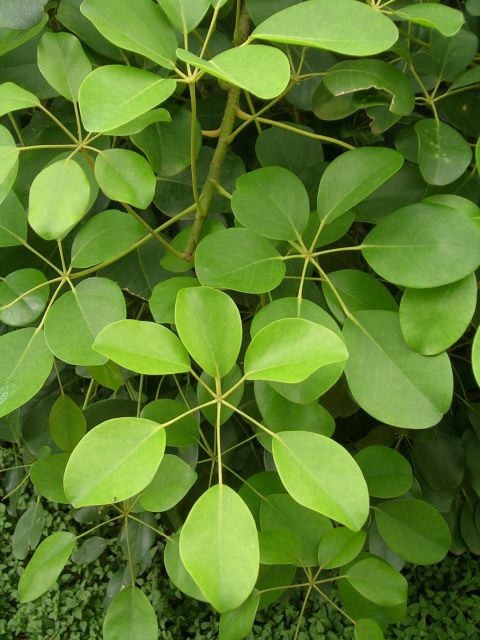
Schefflera wallichiana

## Taxonomía
El género fue descrito por J.R.Forst. & G.Forst. y publicado en Characteres Generum Plantarum 23. 1775.
Etimología
Schefflera nombre genérico que fue nombrado en honor del botánico alemán del siglo XIX Jacob Christian Scheffler, que escribió sobre el género Asarum.
Sinonimia
- Sciodaphyllum P.Browne, Civ. Nat. Hist. Jamaica: 190 (1756).
- Heptapleurum Gaertn., Fruct. Sem. Pl. 2: 472 (1791).
- Actinophyllum Ruiz & Pav., Fl. Peruv. Prodr.: 51 (1794).
- Unjala Blume, Catalogus: 56 (1823).
- Sciadophyllum Rchb., Consp.: 145 (1828), orth. var.
- Paratropia (Blume) DC., Prodr. 4: 265 (1830).
- Brassaia Endl., Nov. Stirp. Dec. 1: 89 (1839).
- Gynapteina Spach, Hist. Nat. Vég. 8: 113 (1839).
- Heptoneurum Hassk., Flora 25(2 Beibl. 1): 30 (1842).
- Didymopanax Decne. & Planch., Rev. Hort., IV, 3: 109 (1854).
- Plerandra A.Gray, U.S. Expl. Exped., Phan. 1: 729 (1854).
- Actinomorphe (Miq.) Miq., Fl. Ned. Ind. 1(1): 749 (1856).
- Agalma Miq., Bonplandia (Hannover) 4: 138 (1856).
- Tupidanthus Hook.f. & Thomson, Bot. Mag. 82: t. 4908 (1856).
- Parapanax Miq., Fl. Ned. Ind., Eerste Bijv.: 338 (1861).
- Bakeria Seem., J. Bot. 2: 248 (1864).
- Nesopanax Seem., J. Bot. 2: 249 (1864).
- Astropanax Seem., J. Bot. 3: 176 (1865).
- Crepinella Marchal, Trans. Linn. Soc. London, Bot. 2: 275 (1887).
- Dizygotheca N.E.Br., Bull. Misc. Inform. Kew 1892: 197 (1892).
- Cotylanthes Calest., Webbia 1: 100 (1905).
- Octotheca R.Vig., Ann. Sci. Nat., Bot., IX, 4: 135 (1906).
- Geopanax Hemsl., Hooker's Icon. Pl. 29: t. 2821 (1909).
- Enochoria Baker f., J. Linn. Soc., Bot. 45: 324 (1921).
- Scheffleropsis Ridl., Fl. Malay Penins. 1: 888 (1922).
- Cephaloschefflera (Harms) Merr., Enum. Philipp. Fl. Pl. 3: 231 (1923).
- Neocussonia Hutch., Gen. Fl. Pl. 2: 79 (1967).[3]